# Gönnesjö
Gönnesjö är en sjö i Marks kommun i Västergötland och ingår i Viskans huvudavrinningsområde.